# Hermann Benjes

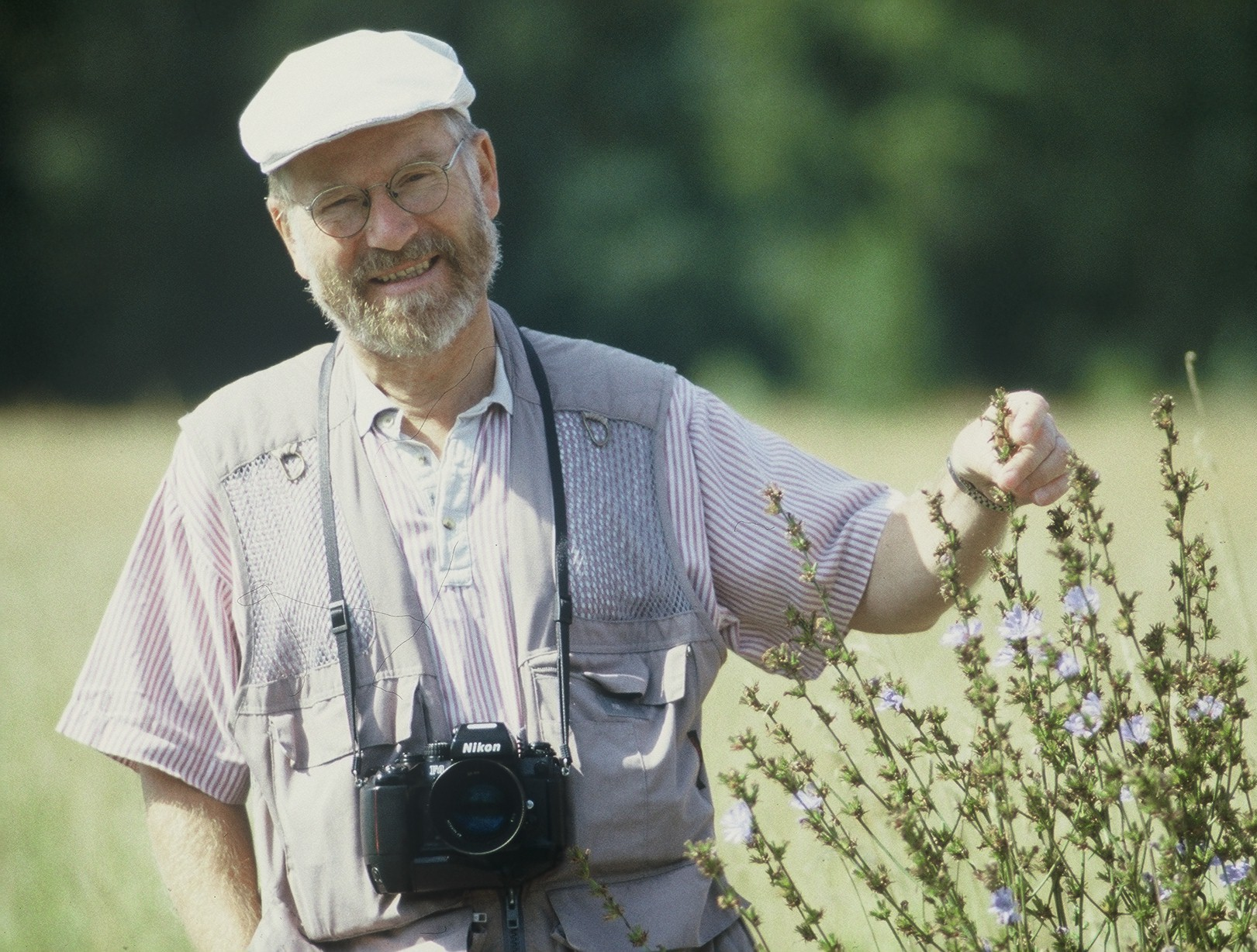
Hermann Benjes, 1996

Hermann Benjes (* 27. April 1937 in Drakenburg; † 24. Oktober 2007 in Asendorf) war ein deutscher Landschaftsgärtner, Naturfotograf, Sachbuchautor und Vertreter der von Silvio Gesell begründeten Natürlichen Wirtschaftsordnung.

## Werdegang
Bundesweit bekannt wurde Hermann Benjes zu Beginn der 1980er Jahre durch die Entwicklung eines Flurbelebungskonzeptes mittels Feldhecken. Da sich das Konzept bewährte, wurde diese Technik als sogenannte Benjeshecke nach ihm benannt. Ab 1981 hielt er tausende von Diavorträgen, zuerst über Feldhecken und ab 1995 über die Theorien von Silvio Gesells.
So verbreitet er folgende Verschwörung in Wer hat Angst für Silvio Gesell?:  „Zunächst habe die Reichsregierung 1923 die Hyperinflation mit der Reichsmark gestoppt. Diesen »Alleingang des Deutschen Reiches« habe eine »international Goldlobby« abgelehnt und den Deutschen wieder eine Golddeckung aufgezwungen. Dadurch sei Deutschland von »amerikanischen Geldmagnaten« abhängig geworden.“
Benjes war einer der bekanntesten Aktivisten der Freiwirtschaftsbewegung. Von 1999 bis 2000 war er der erste Vorsitzende der Freisozialen Union, einer freiwirtschaftlich orientierten Kleinpartei, die sich seit 2002 Humanwirtschaftspartei nennt.  Am 31. Mai 2003 gründete er mit Gleichgesinnten in Kassel den Deutschen Freiwirtschaftsbund, nachdem er zuvor jahrelang allein aktiv war und mit den Lesern seines Buches in Kontakt zu bleiben versuchte, indem er einen kleinen Rundbrief Der innere Kreis herausgab.
Hermann Benjes war Mitglied im Kuratorium der Stiftung für Ökologie und Demokratie.
Er ist der jüngere Bruder des Lehrers, Autors und Landschaftsgärtners Heinrich Benjes, der die Benjeshecke gemeinsam mit ihm entwickelte.

## Veröffentlichungen
- Wer hat Angst für Silvio Gesell?, 1995, Bickenbach
- Die Vernetzung von Lebensräumen mit Benjeshecken, München 1997, 9. Auflage, Verlag Natur & Umwelt, ISBN 978-3-924749-15-6.
- Wer hat Angst vor Silvio Gesell? Das Ende der Zinswirtschaft bringt Arbeit, Wohlstand und Frieden für alle, Bickenbach 2003, 8. Auflage, Selbstverlag, ISBN 978-3-00-000204-5.
- Die Bremer Stadtmusikanten (mit Heinrich Benjes), Verlag Holunderschule 2005, ISBN 978-3-00-017433-9.